# Pterogoniadelphus esquirolii
Pterogoniadelphus esquirolii là một loài Rêu trong họ Leucodontaceae. Loài này được (Thér.) Ochyra & Zijlstra mô tả khoa học đầu tiên năm 2004.